# 提帕萨省
提帕萨省（阿拉伯语：‎）是阿尔及利亚北部的一个省，首府提帕萨。該省成立於1984年，由卜利达省分割而來。該省分為10个区以及28个市镇。
36°35′N 2°26′E / 36.58°N 2.43°E